# Epidendrum quadricornu
Epidendrum quadricornu là một loài thực vật có hoa trong họ Lan. Loài này được Kraenzl. mô tả khoa học đầu tiên.